# Lijst van ex-moslims

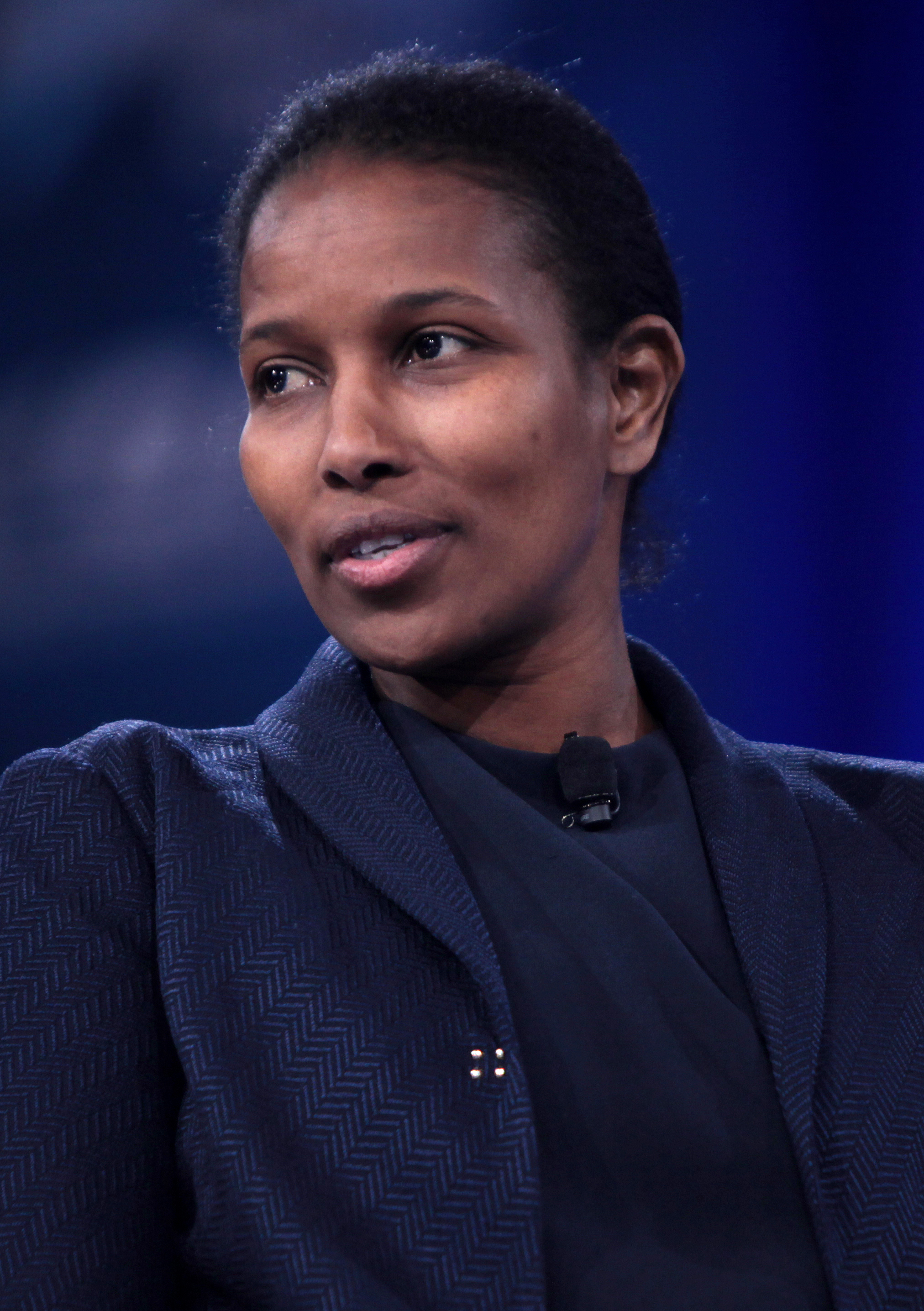
Ayaan Hirsi Ali, schrijver en voormalig Nederlands politicus.

Ex-moslims zijn mensen die een tijdlang moslim zijn geweest, maar de islam hebben verlaten en ingeruild voor een andere religie of een niet-religieuze filosofie. Hier volgt een lijst van bekende ex-moslims.

## Bekeerd tot hethindoeïsme
- Annapurna Devi (geboren Roshanara Khan) – surbaharspeler en muzieklerares in de Noord-Indische klassieke traditie. Ze bekeerde zich door haar huwelijk tot het hindoeïsme.[1]

- Nargis (geboren Fatima Rashid) - actrice

## Bekeerd tot hetchristendom

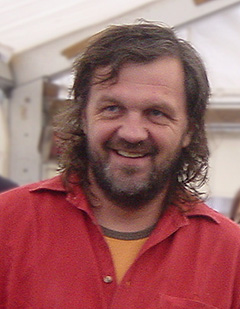
Op Sint Jorisdag 2005 verliet Servisch regisseur Emir Kusturica de islam en werd gedoopt in de Servisch-Orthodoxe Kerk.

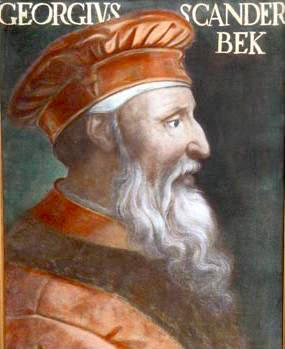
De Albanese vorst Skanderbeg bekeerde zich van katholiek tot moslim, maar keerde later terug tot het katholicisme.

- Saeed en Nagmeh Abedini, Iraniërs die zich bekeerden tot het protestantisme, werden opgepakt, uitgeruild tegen andere gevangenen en naar de Verenigde Staten werden vrijgelaten.
- Johannes Avetaranian – (geboren als Muhammad Shukri Efendi), christelijk missionaris en Turkse afstammeling van Mohammed.[3]
- Mehmet Ali Agca – Turkse ultranationalistische sluipmoordenaar die Paus Johannes Paulus II op 13 mei 1981 neerschoot en verwondde. Begin 2009 zwoer Agca in de gevangenis de islam af en sprak de intentie uit om zich tot het katholieke geloof te bekeren zodra hij werd vrijgelaten.[4][5]
- Magdi Allam – Egyptisch-Italiaanse journalist die beroemd is voor verslaggeving over islamitische zaken.[6]
- Jean-Bédel Bokassa – keizer van het Centraal-Afrikaans Keizerrijk bekeerde zich van katholiek tot moslim, maar keerde later terug naar het katholicisme.[7][8]
- Moussa Dadis Camara – ex-officier van het Guinese leger.[9][10]
- Djibril Cissé – Frans oud-voetballer met Ivoriaanse roots.[11][12]
- Chamillionaire – (geboren als Hakeem Seriki) Amerikaans rapper.[13][14]
- Nonie Darwish – Egyptisch-Amerikaans schrijver en publieke spreker.[15]
- Bob Denard – Franse soldaat en huurlingenleider. Bekeerde zich van rooms-katholiek tot joods tot moslim en toen weer tot rooms-katholiek.[16]
- Mark A. Gabriel – Egyptisch schrijver.[17]
- Alina Kabaeva – Russische turner.[18][19][20]
- Mathieu Kérékou – president van Benin, bekeerde zich van christen tot moslim en daarna weer tot christen.[21]
- Chulpan Khamatova – Russisch actrice.[22][23]
- Emir Kusturica – Bosnisch-Servisch-Joegoslavische filmmaker en acteur.[2][24]
- Carlos Menem – oud-president van Argentinië. Als moslim opgevoed maar bekeerd tot het rooms-katholicisme, de Argentijnse staatsgodsdienst, om politiek carrière te kunnen maken.[25][26]
- Begum Samru – Noord-Indische vorstin die een gebied regeerde in Sardhana, Uttar Pradesh.[27]
- Abdul Rahman – Afghaanse bekeerling tot het christendom die in 2006 aan de doodstraf ontkwam door internationale druk.[28]
- Emily Ruete – (geboren als Sayyida Salme) prinses van Zanzibar en Oman.[29][30][31]
- Skanderbeg – Albanese vorst en legerleider. Skanderbeg bekeerde zich van katholiek tot moslim, maar keerde later in zijn leven terug naar het katholicisme.[32]
- Julia Volkova – Russisch zangeres en actrice, vooral bekend als lid van het popduo t.A.T.u.[33][34][35]
- George Weah – Liberiaans oud-voetballer en sinds januari 2018 president van Liberia, bekeerde zich van christen tot moslim en later weer tot christen.[36]

## Bekeerd tot hetBahai-geloof
- Mishkín-Qalam – prominente bahá'í en een van de negentien Apostelen van Bahá'u'lláh, en ook een beroemde kalligraaf uit 19e-eeuws Perzië.[37]:270–271
- Táhirih – Perzische dichter en theoloog van het bábisme in Iran.[38]

## Niet-religieus of ongeorganiseerd religieus geworden

### Atheïstgeworden

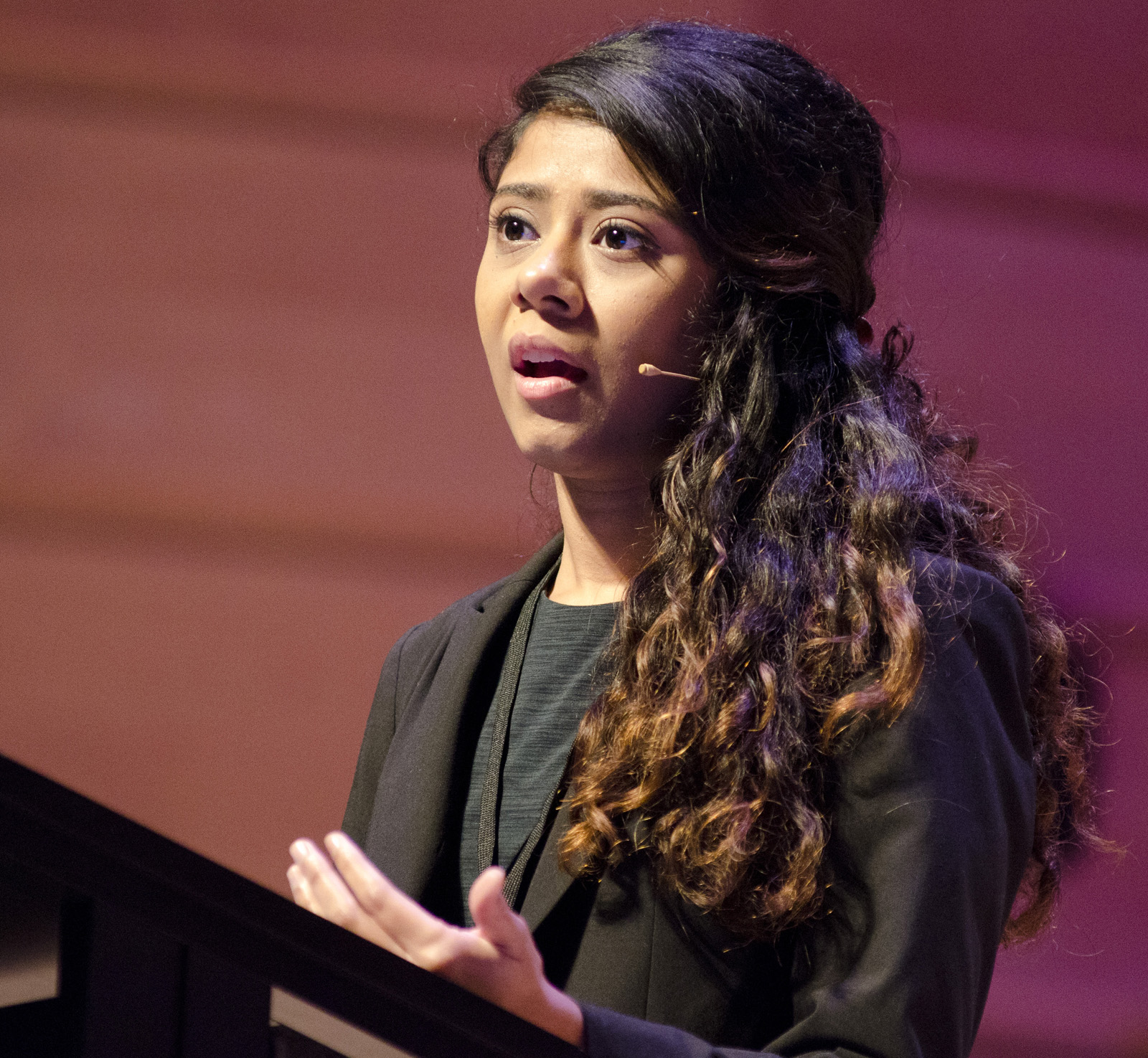
Sarah Haider, medeoprichter Ex-Muslims of North America.

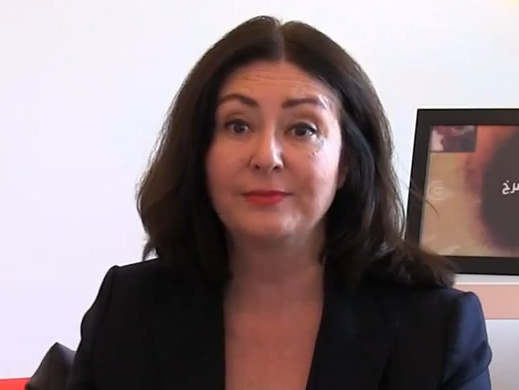
Maryam Namazie, medeoprichter Council of Ex-Muslims of Britain.

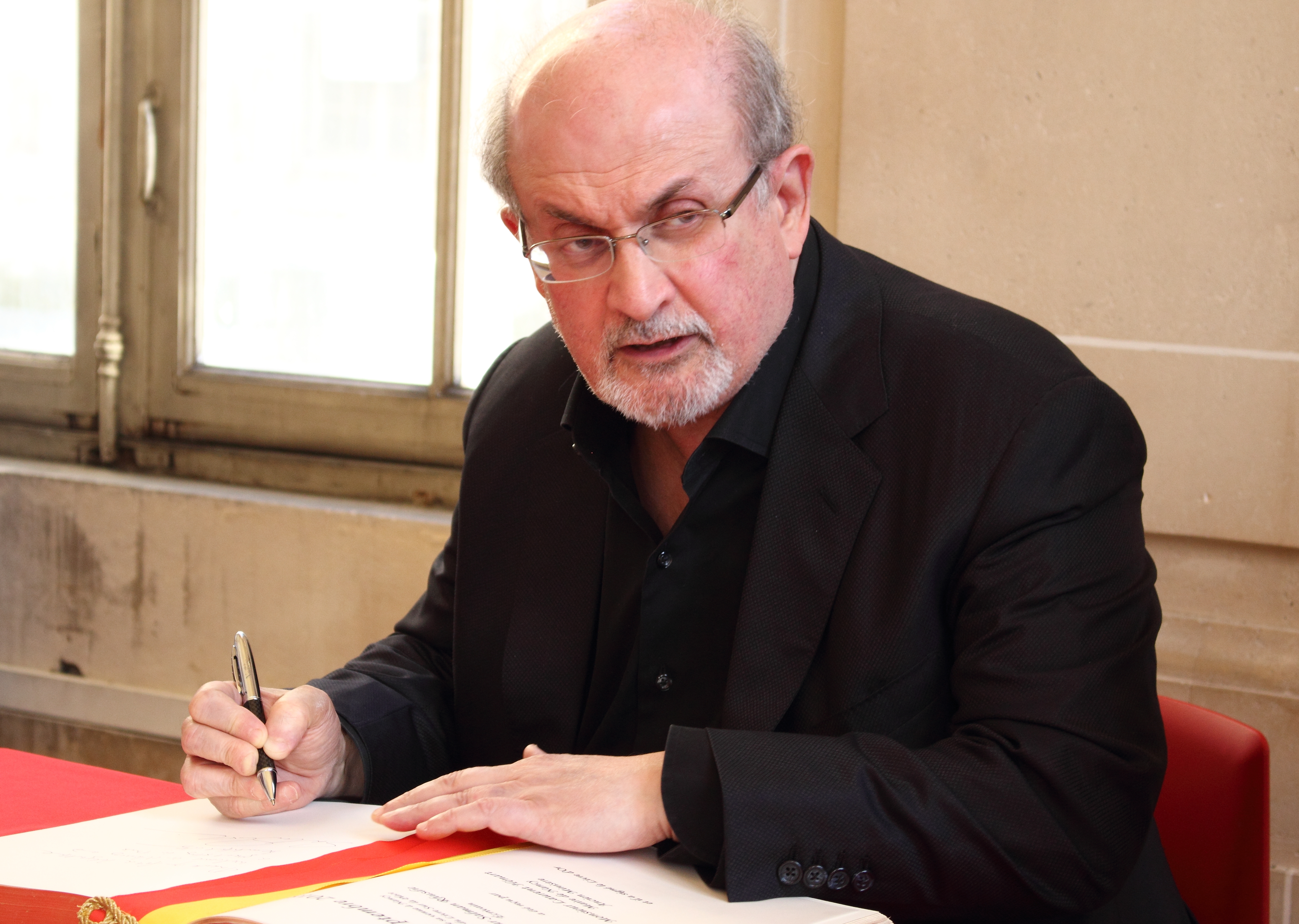
Salman Rushdie, auteur van De duivelsverzen.

- Alexander Aan – Indonesisch atheïst en ex-moslim van Minangse afkomst, die in 2012 door een meute werd aangevallen en gearresteerd omdat hij op Facebook "God bestaat niet" en andere antireligieuze schrijfsels had gepost; zijn zaak kreeg internationale aandacht.[40]
- Hamed Abdel-Samad – Duits-Egyptisch politicoloog, historicus en auteur.
- Darya Safai – Iraans-Belgische tandarts, vrouwenrechtenactiviste en politica voor de N-VA.
- Rana Ahmad – Saoedi-Arabisch vluchteling in Duitsland, auteur, vrouwenrechtenactivist en oprichter van de Säkulare Flüchtlingshilfe[41]
- Bonya Ahmed – Bengaals-Amerikaans auteur, humanistisch activist en blogger, vrouw van Avijit Roy; ze waren het slachtoffer van een terreuraanslag van islamisten.[42]
- Faisal Saeed Al Mutar – Iraaks-Amerikaanse mensenrechtenactivist, schrijver en oprichter van de Global Secular Humanist Movement (GSHM).[43]
- Waleed Al-Husseini – Palestijns filosoof, essayist, schrijver, blogger en medeoprichter van het Conseil des ex-musulmans de France (CEMF).
- Al-Ma'arri – Arabische filosoof, dichter en schrijver.[44]
- Ayaan Hirsi Ali – Somalisch-Nederlands-Amerikaans feminist, schrijver en politicus.[45]
- Ramiz Alia – Albanese communistische leider een oud-president van Albanië.[46]
- Karim Amer – Egyptisch blogger en activist.[47]
- Mustafa Kemal Atatürk – Turkse veldmaarschalk, staatsman, secularist hervormer en auteur; een deïst of een atheïst.[48][49][50][51][52][53][54][55][56][57]
- Hassan Bahara – Marokkaans-Nederlandse schrijver.[58]
- Valon Behrami – Kosovaars-Zwitserse voetballer.[59]
- Hafid Bouazza – Marokkaans-Nederlandse schrijver.[60][61]
- Turan Dursun – Turkse schrijver. Hij was ooit een moefti en schreef later veel islamkritische boeken.[62]
- Kacem El Ghazzali – Marokkaans-Zwitserse schrijver en activist.[63]
- Zineb El Rhazoui – Marokkaans-Franse journalist en oud-columnist voor het Parijse satirisch tijdschrift Charlie Hebdo.[64]
- Afshin Ellian – Iraans-Nederlands rechtsprofessor[65]
- Aliaa Magda Elmahdy – Egyptisch internetactivist en vrouwenrechtenactivist.
- Lale Gül - Turks-Nederlandse schrijver
- Sarah Haider - Amerikaans schrijver, spreker, politiek activist en medeoprichter van Ex-Muslims of North America.[66]
- Ahmed Harkan – Egyptisch mensenrechtenactivist en uitgesproken atheïst.[67]
- Enver Hoxha – Communistisch dictator die Albanië uitriep tot de eerste atheïstische staat en wordt gezien als een "aarts-atheïst."[68]
- Fauzia Ilyas – Pakistaans-Nederlands activist en medeoprichter van de Atheist & Agnostic Alliance Pakistan
- Ismail Kadare – wereldberoemde Albanese schrijver.[69]
- Zara Kay – Tanzaniaans-Australische activist, oprichter van Faithless Hijabi.[70]
- Sibel Kekilli – Duitse actrice van Turkse origine, bekend voor haar rol als 'Shae' in Game of Thrones. Kekili is als moslim opgevoed, maar behoort niet meer tot een religie.[71] Ze zegt alle religies te respecteren,[71] maar heeft de fysieke mishandeling van vrouwen in de islam bekritiseerd.[72]
- Nahla Mahmoud – Soedanees-Britse schrijver, secularist, milieu-activist, mensenrechtenactivist en woordvoerder voor de Council of Ex-Muslims of Britain.[73]
- Lounès Matoub – Algerijns-Berberse zanger en politiek activist.[74]
- Ismail Mohamed – Egyptisch atheïstisch en mensenrechteactivist, host van het programma The Black Ducks.[75]
- Rahaf Mohammed al-Qunun – Saoedische vluchtelinge in Canada wier vlucht in januari 2019 internationale aandacht kreeg en werd gevolgd door diplomatieke interventie.[76]
- Asif Mohiuddin – Bengaalse blogger, activist en secularist.[77]
- Maryam Namazie – Iraans mensen- en vrouwenrechtenactivist, communist, secularist, politiek activist en leider van de Council of Ex-Muslims of Britain.[78]
- Taslima Nasrin – Bengaals auteur, feminist, mensenrechtenactivist en seculier humanist.[79]
- Armin Navabi – Iraans-Canadese atheïstische en seculiere activist, auteur, podcaster en vlogger, oprichter van Atheist Republic
- Barack Obama senior – Keniaans econoom, vader van Amerikaans oud-president Barack Obama[80]
- Arifur Rahman – Bengaalse atheïstische blogger en activist die in Londen woont.[81]
- Ali A. Rizvi – Pakistaans-Canadese arts, schrijver en ex-moslim-activist.[82]
- Avijit Roy – Bengaals-Amerikaans wetenschapper, auteur, humanistisch activist en blogger, man van Bonya Ahmed; ze waren het slachtoffer van een terreuraanslag van islamisten.[42]
- Salman Rushdie – Brits-Indiase romanschrijver en essayist, werd door ayatollah Ruholla Khomeini getroffen met een doodsfatwa vanwege zijn roman De duivelsverzen.[39]
- Aliyah Saleem – Britse activist voor seculier onderwijs, schrijver en marktonderzoeker en medeoprichter van de belangenbehartigingsgroep Faith to Faithless.
- Fazıl Say – Turks pianist, aangeklaagd omdat hij publiekelijk voor zijn atheïsme uitkwam.
- Muhammad Syed - Pakistaan-Amerikaans spreker en politiek activist. Medeoprichter van Ex-Muslims of North America.
- Arzu Toker – Duits schrijver, journalist, publicist, vertaler van Turkse afkomst, mederoprichter van de Zentralrat der Ex-Muslime in Duitsland.
- Ebru Umar – Nederlands columnist van Turkse afkomst, criticus van de islam en de Turkse president Recep Tayyip Erdogan.

### Agnostgeworden
- Mina Ahadi – Iraans-Duitse pacifist, medeoprichter van de Duitse Zentralrat der Ex-Muslime.[83]
- Wafa Sultan – Syrisch-Amerikaanse psychiater en criticus van de islam. Ze noemt zichzelf seculier humanist.[84][85]
- Cenk Uygur – Turks-Amerikaanse presentator van het televisieprogramma The Young Turks. Hij noemt zich agnost.[86]
- Ibn Warraq – Brits-Pakistaans secularist, auteur van onder andere Weg uit de islam en oprichter van het Institute for the Secularisation of Islamic Society[87]

### Deïstgeworden
- Ehsan Jami – Iraans-Nederlands oud-politicus en medeoprichter van het Centraal Comité voor Ex-moslims.[88]

## Overigen

### Religiestichters

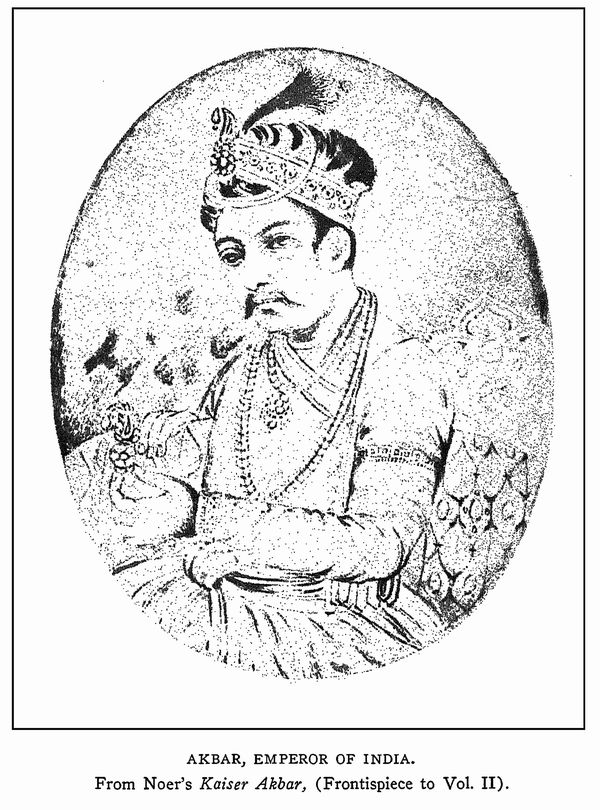
Mogolkeizer Akbar verklaarde dat geen enkele religie de absolute waarheid in pacht had en stichtte daarop het Dīn-i Ilāhī in 1581.

- Akbar de Grote – keizer van het Mogolrijk en stichter van Dīn-i Ilāhī, een religieuze beweging die nooit meer dan 19 volgelingen telde.[89]
- De Báb – (geboren als Siyyid 'Alí Muhammad) sticher van het Bábisme. De meeste van zijn volgelingen aanvaardden later Bahá'u'lláh en werden zo Baha'is.[90]
- Bahá'u'lláh – na de dood van de Báb beweerde hij de profeet te zijn waarover de Báb had gesproken en stichtte daarmee het bahai-geloof.[91]